# Saltwater (film 2000)
Saltwater è un film del 2000 diretto da Conor McPherson.
Si tratta del film d'esordio di McPherson ed è l'adattamento dell'opera teatrale This Lime Tree Bower da lui scritta nel 1995. Il film è stato girato a Dublino, con alcune scene realizzate presso l'University College Dublin di Belfield.

## Trama
Un commerciante italo-irlandese proprietario di un caffè in una località balneare sta affrontando un momento di crisi: sua moglie è morta da poco ed economicamente si ritrova pieno di debiti. I figli tenteranno di aiutarlo, ma anche loro devono trovarsi ad affrontare i propri problemi quotidiani.

## Distribuzione
Il film è stato distribuite nelle sale irlandesi e britanniche il 29 settembre 2000 da Buena Vista International. Negli Stati Uniti è stato proiettato nell'ottobre 2000 in occasione del Chicago International Film Festival. Il film è uscito in Germania il 19 aprile 2001.

## Riconoscimenti
Il film ha vinto il premio come Best First Feature al Galway Film Fleadh.
McPherson è stato premiato per la miglior sceneggiatura agli Irish Film and Television Awards.